# El Zapote, Teocelo
El Zapote är en ort i Mexiko.   Den ligger i kommunen Teocelo och delstaten Veracruz, i den sydöstra delen av landet, 220 km öster om huvudstaden Mexico City. El Zapote ligger 1 314 meter över havet och antalet invånare är 128.
Terrängen runt El Zapote är lite bergig. Runt El Zapote är det ganska tätbefolkat, med 139 invånare per kvadratkilometer. Närmaste större samhälle är Xalapa, 18,6 km nordost om El Zapote. I omgivningarna runt El Zapote växer i huvudsak städsegrön lövskog.